# Villefrancœur
Villefrancœur – to miejscowość i gmina we Francji, w Regionie Centralnym, w departamencie Loir-et-Cher.
Według danych na rok 1990 gminę zamieszkiwało 461 osób, a gęstość zaludnienia wynosiła 25 osób/km² (wśród 1842 gmin Regionu Centralnego Villefrancœur plasuje się na 708. miejscu pod względem liczby ludności, natomiast pod względem powierzchni na miejscu 722.).